# Nomada succincta
Espèce
Nomada succincta est une espèce d'insectes hyménoptères de la famille des Apidae.